# Tofaş
Tofaş (повна назва - Türk Otomobil Fabrikası Anonim Şirketi) - турецький виробник легкових автомобілів, один із провідних промислових підприємств Туреччини. Штаб-квартира розташована в місті Бурса.

## Історія
Компанія заснована у 1968 році турецьким підприємцем Вехбі Кочем, засновником Koç Holding. Компанія знаходиться у спільній власності Fiat Chrysler Automobiles та Koç Holding (37,8% акцій компанії належить Fiat Group Automobiles; 37,8% Koç Holding, решта - дрібним акціонерам).